# M24 Sniper Weapon System
L’M24 Sniper Weapon System (SWS) è un fucile a otturatore girevole-scorrevole, variante militare del fucile Remington 700. È definito weapon system in quanto con M24 si intende non solo il fucile, ma anche il mirino ottico e svariati accessori.

## Storia
La predisposizione dell'arma originale era per il mirino Leupold Ultra M3A 10×42 mm (ingrandimento fisso). Nel 1998, venne rimpiazzato con il più economico Leupold Mk 4 LR/T M3 10×40 mm (ingrandimento fisso) e più recentemente dal modello Mk 4 LR/T M3 3,5-10×40 mm (ingrandimento variabile).
Il primo numero (10) indica l'ingrandimento (o magnificazione) del mirino, il secondo (42 o 40) indica invece il diametro della lente dell'obiettivo. Un mirino ad ingrandimento fisso presenta un solo numero (10); i mirini ad ingrandimento variabile presentano invece due numeri che indicano gli estremi di ingrandimento: un mirino 3-9×40 mm può ingrandire da 3 a 9 volte l'obiettivo.

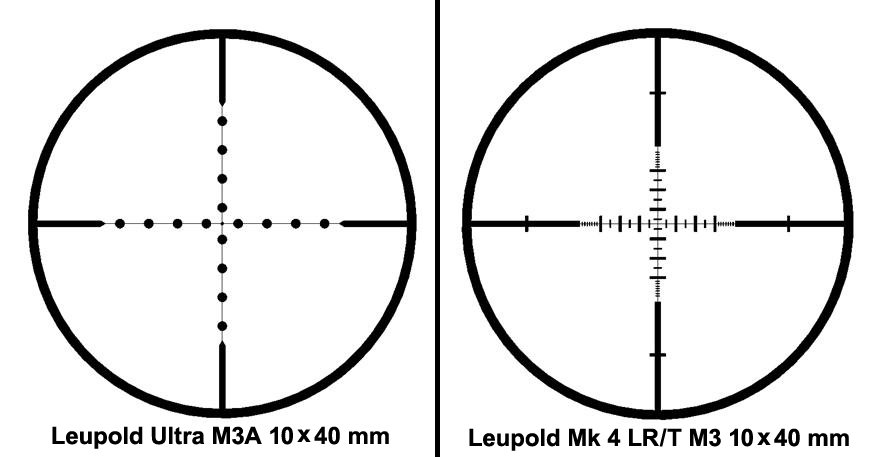
I reticoli delle ottiche montate di fabbrica sugli M24.

Il fucile è dotato in sede di produzione di un bipiede smontabile Harris 9-13'’ 1A2-LM o 1A2-L.
I programmi prevedevano il rimpiazzo degli M24 in servizio con il nuovo fucile semiautomatico M110 prodotto dalla Knight's Armament. Tuttavia, l'esercito ha continuato l'acquisto degli M24 fino al 2010, e in molti casi i vecchi fucili sono stati convertiti in modelli A2 ed E1, rimanendo quindi in servizio. I nuovi piani dell'esercito prevedono l'evoluzione di tutti gli M24 ancora in uso a XM2010.

## Specifiche

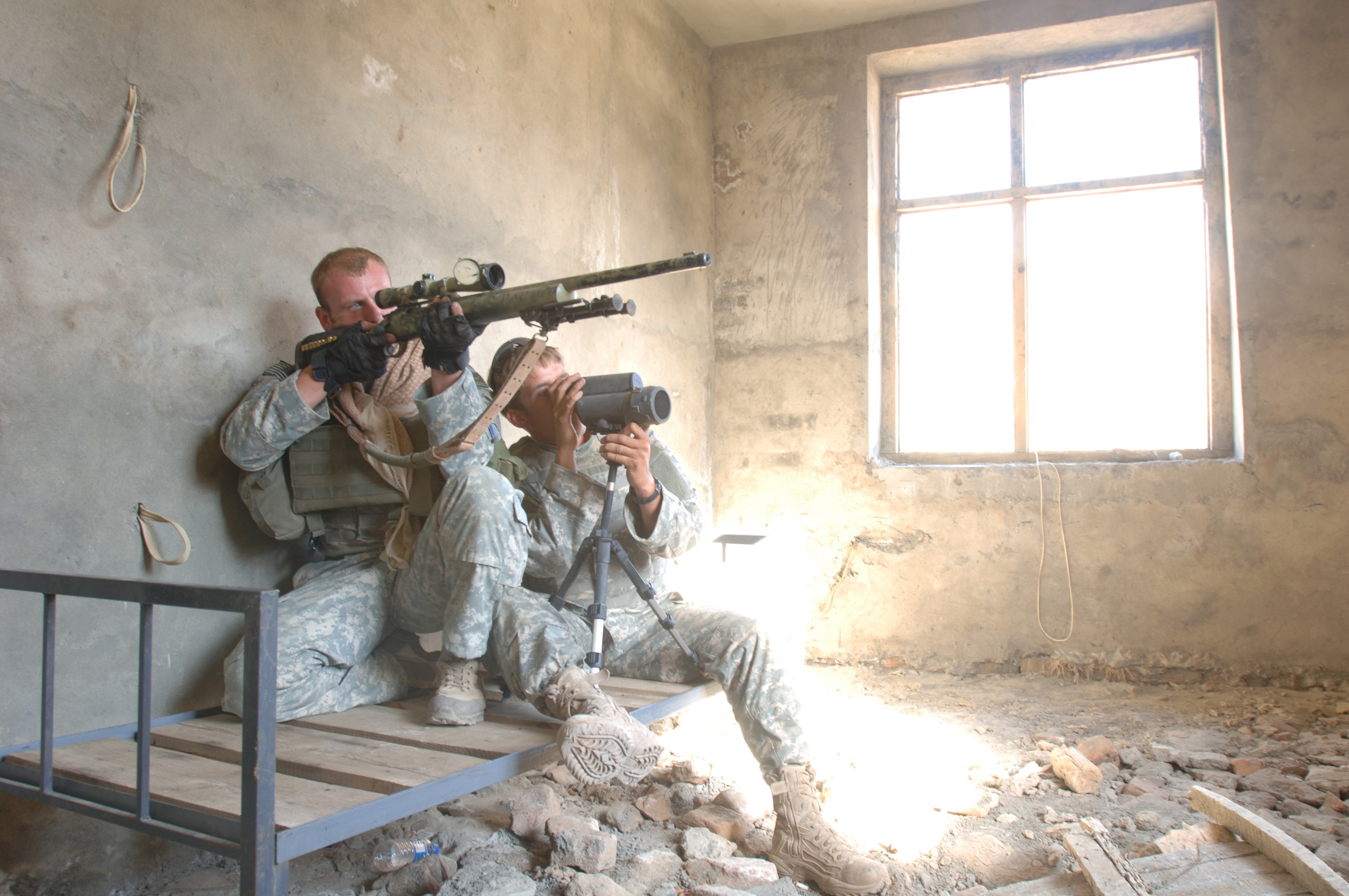
Tiratore statunitense armato di M24

Il fucile monta di fabbrica un'ottica Leupold Ultra M3A 10×40 mm (o 3,5-10×40 mm). In caso di necessità, possono essere facilmente montati dei dispositivi di mira metallici, agganciati su particolari incisioni scavate vicino alla volata e dietro la copertura della culatta.
La canna ricavata da acciaio inossidabile 416R. Il passo di rigatura è di 1:285,75 mm pentagonale destrorso. Il numero dispari di linee, fa in modo che nessuna di esse si trovi esattamente di fronte ad un'altra, e il basso numero di lati permette all'operatore di sparare per tempi più lunghi prima che una manutenzione sia necessaria.
Il fucile monta un calcio H-S Precision PST-011. L'azione dell'arma è tenuta in posizione da una struttura in alluminio, mentre la canna è flottante. Il calcio è realizzato prevalentemente in polimero, rinforzato con fibra di vetro, fibra di carbonio e Kevlar.

## Munizionamento

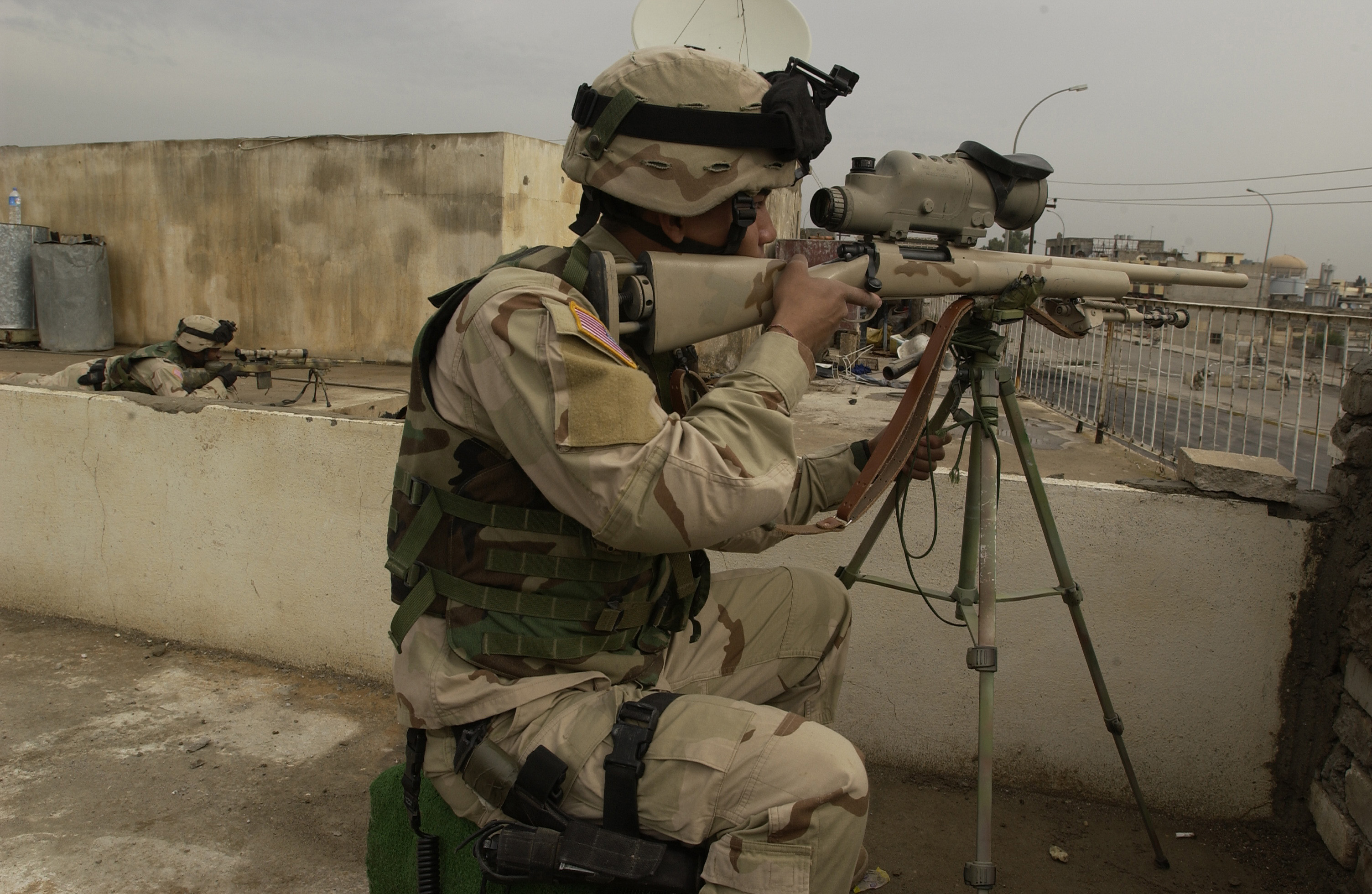
Soldato statunitense in azione con un fucile M24 equipaggiato con visore notturno AN/PVS-10.

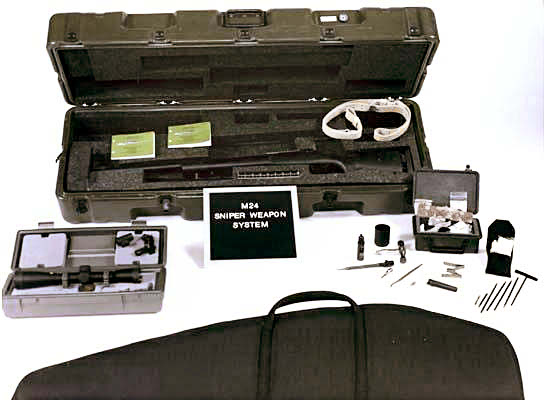
Componenti dell’M24SWS (U.S. Army).

L'arma può impiegare tre diverse tipologie di munizioni.
- 7,62 × 51 mm M118 Match Grade: munizione standard da 168 grani;
- 7,62 × 51 mm M118-LR (Long Range): munizione a punta cava da 175 grani. Impiegata per tiri ad alta precisione, fornisce i migliori parametri di tiro a lunghe distanze:
  - Velocità alla volata: 786 m/s (2582 f/s);
  - Pressione in camera: 358,6 MPa (52.000 psi);
  - Tempo d'innesco: 4 ms;
  - Deviazione orizzontale (a 1.000 m): 0,899 MOA;
  - Deviazione verticale (a 1.000 m): 1,222 MOA[6].
- 7,62 × 51 mm MK 316 MOD 0 SB-LR (Special Ball, Long Range): munizione a punta cava da 175 grani ad innesco migliorato[7].

Secondo la JBM Ballistics usando il coefficiente balistico G7 fornito da Bryan Litz, il proiettile M118-LR, quando sparato alla velocità nominale di 786 m/s, ha una gittata supersonica efficace di 878 m sotto le condizioni di Atmosfera standard internazionale ICAO al livello del mare (densità dell'aria di 1,225 kg/m3).

## Varianti
- XM24A1: variante sperimentale camerata per il proiettile .300 Winchester Magnum (7,62 × 67 mm). Non fu adottata dall'esercito statunitense per il fatto che il reperimento di tale munizionamento sarebbe stato molto difficoltoso in guerra. Inoltre, le munizioni che furono fornite per le prove risultarono in buona parte difettose, a causa del mancato innesco o dell'insufficienza della carica.
- M24A2: una variante migliorata del fucile M24 standard. Tale modello prevedeva un caricatore estraibile da 10 colpi, una slitta Picatinny superiore smontabile, e slitte laterali regolabili (pubblicizzate dalla Remington come MARS, ovvero Modular Accessory Rail System), canna filettata per il montaggio di silenziatori e calcio regolabile per una maggiore ergonomia. Tutti i modelli standard possono essere convertiti in M24A2.
- M24A3: ultima variante sviluppata dalla Remington, l'M24A3 è camerato per il .338 Lapua Magnum (8,58 × 70 mm)[9]. L'arma è predisposta al montaggio di ottiche ad ingrandimento variabile Leupold Mk 4 M1LR/T 8,5/25 × 50 mm, ma è possibile montare anche mire metalliche (comprese nel kit all'acquisto).
- M24E1 ESWS (o XM2010): variante modernizzata e migliorata, camerata per il .300 Winchester Magnum.

## Utilizzatori

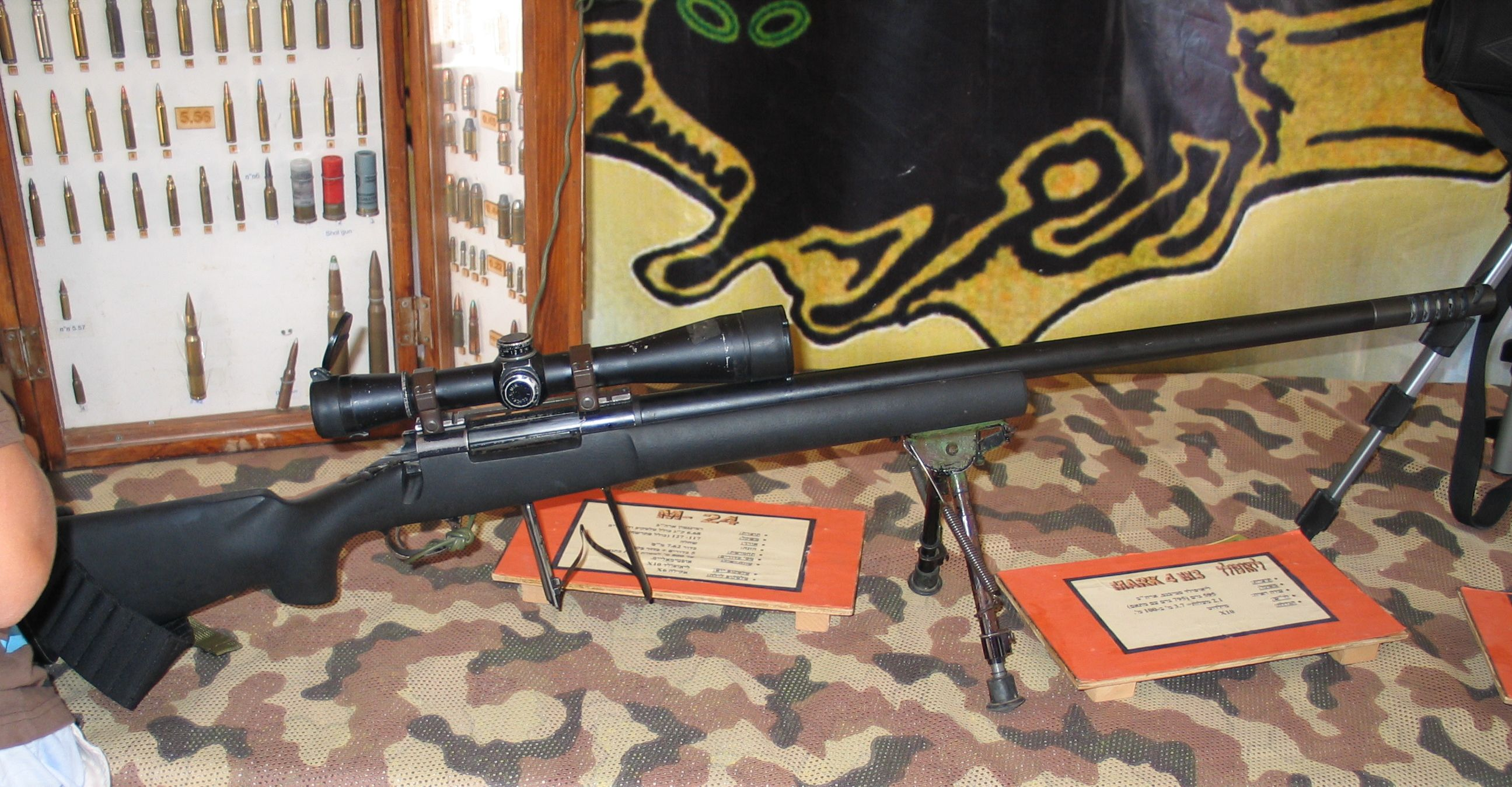
Fucile M24 in dotazione all’IDF

- Afghanistan[10]
- Brasile[11]
- Ungheria[12]
- Iraq[13]
- Israele[14]
- Georgia[15]
- Giappone[16][17][18][19]
- Libano[20]
- Stati Uniti[21][22]